# Charlene Rink
Charlene Rink (Garden Grove, California; 11 de febrero de 1972) es una ex competidora de fitness, luchadora y culturista profesional estadounidense. En 1999, ganó el primer puesto en la categoría de fitness alto en los campeonatos del Comité Nacional de Fisicoculturismo de los Estados Unidos.

## Biografía
Charlene Rink (de soltera Virginia Charlene Thompson) nació el 11 de febrero de 1972 en la ciudad de Garden Grove, en el estado estadounidense de California. Se casó el 21 de agosto de 1993 en Las Vegas (Nevada). Tiene una hija, Zara Olivia Rink, nacida el 20 de septiembre de 2004.
Rink asistió al Arizona Western College con una beca de animadora. Se licenció en Ciencias de la Alimentación y la Nutrición por la Universidad Estatal de San Diego, y ha obtenido certificaciones profesionales como técnica de emergencias médicas, instructora de fitness y de aeróbic. Rink es miembro de la Academia de Nutrición y Dietética y del Instituto de Tecnólogos de los Alimentos.
El 24 de septiembre de 2010, Jeffrey Marr honró a Rink por su dedicación a la salud y el bienestar de los demás colocando placas honoríficas en seis volúmenes de biomedicina en la Biblioteca de la Universidad de California en Los Ángeles (UCLA).

## Carrera de culturista
Rink compitió tanto en fitness como en culturismo a través de múltiples sanciones en la industria. Participó en su primera competición de fitness en la competición Ms. Fitness San Diego de Wally Boyko Productions (NFSB) de 1994 y quedó en primer lugar. A continuación, compitió en la Fitness Universe para conseguir el título de Ms. International.
En 1996, Rink participó en su primera competición de culturismo, en la que se impuso en la categoría de culturismo abierto femenino de la Copa Paradise del Comité Nacional de Fisicoculturismo (NPC) y se convirtió en miembro permanente del Salón de la Fama de la Copa Paradise. En 1999, Rink ganó la categoría de fitness alto en los campeonatos del National Physique Committee (NPC) de Estados Unidos y obtuvo el estatus de profesional de la IFBB.

### Historial competitivo
- 1994 - NFSB Ms. Fitness San Diego, 1º puesto[6][7]
- 1994 - NFSB Ms. Fitness Arizona, 2º puesto[8]
- 1994 - NFSB Ms. Fitness Inland Empire, 1º puesto[7]
- 1994 - NFSB Ms. Fitness Western, 1º puesto[6][7]
- 1995 - NFSB Ms. Fitness Western, 2º puesto[9]
- 1995 - Fitness America Pageant ESPN2 Series, 2º puesto[8]
- 1996 - NPC Paradise Cup, 1º puesto[5]
- 1996 - Fitness Universe Ms. Internationally Fit, 1º puesto[4][7]
- 1996 - Fitness America Pageant National Championships, 9º puesto[7][10]
- 1997 - NPC Fitness USA, 6º puesto[2]
- 1997 - NPC Fitness West Coast Jubilee, 2º puesto[2]
- 1997 - NPC Fitness Nationals, 15º puesto[2]
- 1998 - NPC Fitness California, 1º puesto[2]
- 1998 - NPC Fitness USA, 3º puesto[2]
- 1999 - NPC Fitness USA, 1º puesto[1][2]
- 2000 - IFBB Atlantic City Pro, 12º puesto[2][11]

## Wrestling
Rink compitió con éxito como luchadora de estilo de sumisión para varias organizaciones de vídeo de lucha femenina, incluyendo Premier y Utopia match contra Karen Konyha. Luchó tanto con mujeres como con hombres, y sus combates incluyeron una victoria sobre su rival de la IFBB Pavla Brantalova, de la República Checa.